# Castello di Höch
Il castello di Höch (Schloss Höch in tedesco), si trova nell'omonima località situata nella parte settentrionale del comune austriaco di Flachau nel Distretto di Sankt Johann im Pongau appartenente al Land Salisburghese e la sua storia comincia all'inizio del XII
I secolo.

## Storia
I signori di Höch vengono menzionati per la prima volta in un documento nel 1209 e sotto il loro dominio la piccola fortezza ebbe la funzione di garantire il collegamento tra Altenmarkt e Wagrain. Nel 1392 il feudo venne consesso ad Hans Kölderer e la sua discendenza ne mantenne i diritti fino al 1608 quando Paul Kölderer vendette il castello al pronipote Karl Jocher. Karl Jocher, che era anche un infermiere di Baierdorf vicino a Murau, diede alla struttura l'aspetto che ci è pervenuto, con pianta a forma di ferro di cavallo, e il figlio Adam nel 1648 completò l'edificio dandogli forme rinascimentali. La sua unica figlia, che lo ereditò, nel 1657 sposò il barone Johann Rudolf von Plaz zum Thurn. Il castello così entrò in possesso della famiglia von Plaz zum Thurn e nel 1696 l'imperatore Leopoldo I d'Asburgo concesse alla famiglia von Plaz la dignità di conti. A partire dal 1869 il castello di Höch fu liberato dai vincoli feudali e divenne di proprietà libera. Il conte Hieronymus von Plaz tra il 1880 e il 1893 ne dispose interventi per renderlo più moderno. Quando nel 1989, circa un secolo più tardi, il conte Johann Anton von Plaz vendette l'edificio questo risultò gravemente trascurato. Il nuovo acquirente Alois Rohrmoser possedeva una fabbrica di sci, la Atomic e con le difficoltà economiche che incontrò pochi anni dopo fu costretto a cedere il castello al comune di Flachau. L'edificio venne ampiamente restaurato tra il 2002 e il 2007 e da allora è stato utilizzato principalmente per scopi culturali.

## Descrizione

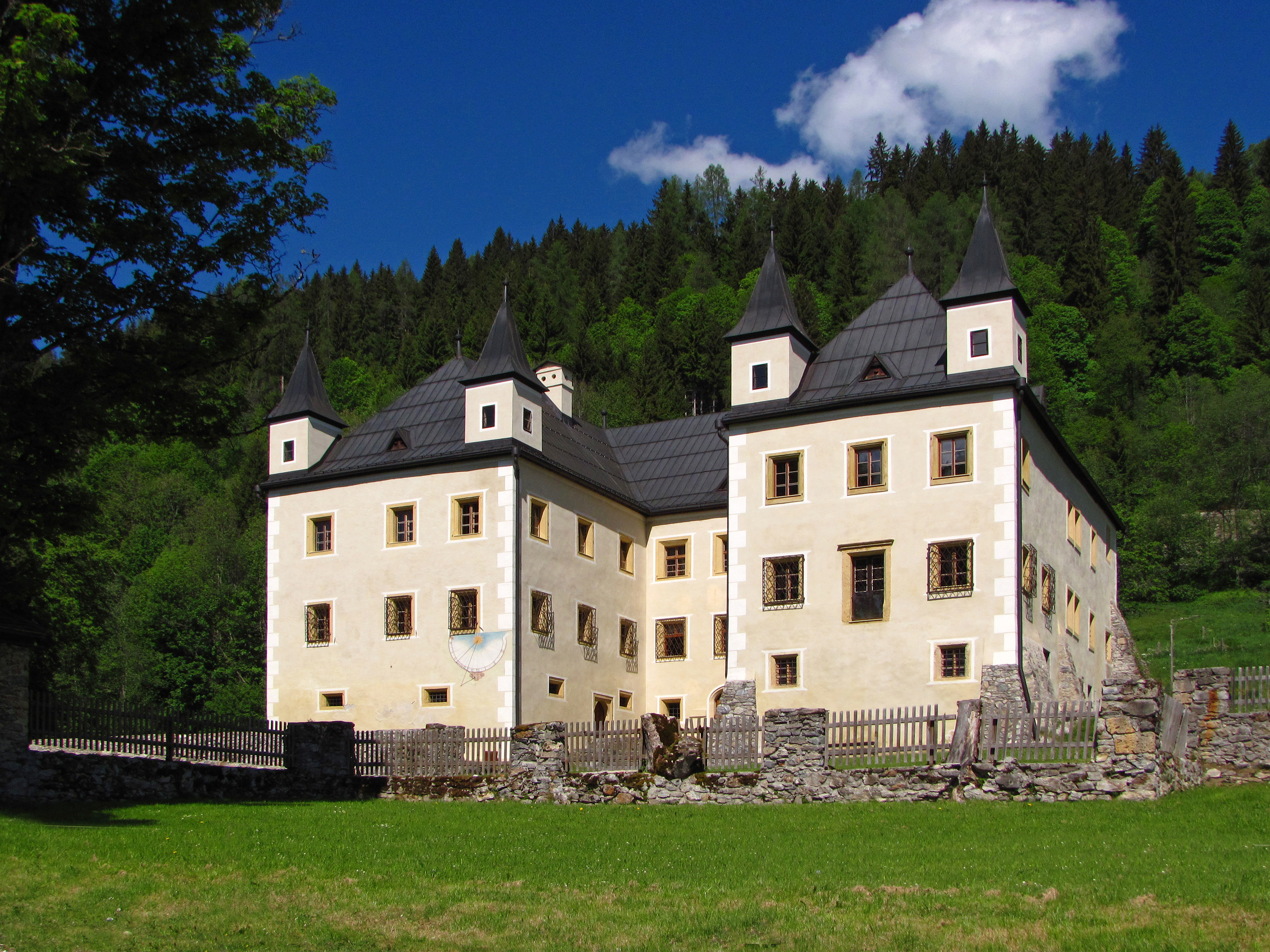
Castello di Höch con tipica pianta a ferro di cavallo

Il castello si trova a nord di Flachau e ad ovest di Reitdorf in località Höch su una terrazza collinare in leggera pendenza. Il complesso ha un corpo di fabbrica centrale e due ali che gli danno la forma di ferro di cavallo con due torrette attaccate a ciascuno degli angoli meridionali delle ali. La parte storica occidentale, il cosiddetto Grafenstock, risale all'inizio del XV secolo e i materiali utilizzati nella sua costruzione sono più antichi. L'ex androne centrale ha copertura con volta a botte rotonda e un portale gotico la collega alla sala d'angolo meridionale, con volta a crociera risalente all'inizio del XV secolo. Al primo piano sono conservati pannelli tardogotici e un separé ligneo dell'inizio del XVI secolo. La parte orientale fu aggiunta più tardi, intorno al 1600. La sala da pranzo, il salone, la camera da letto e la Grafenstube hanno rivestimenti alle pareti, soffitti a cassettoni, porte rinascimentali e notevoli stufe in maiolica ben conservate dell'inizio del XVII secolo. Un salone continuo a due navate al primo piano costituisce l'ala di collegamento ed ha volta a colmo che poggia su due colonne centrali. Portali riccamente scolpiti marcati 1656 danno accesso alle ali laterali. Nell'ultimo quarto del XIX secolo furono aggiunti ad ovest un bovindo in legno, che riporta la data 1893, e una nuova scala. Davanti alla parte orientale è stata realizzata una terrazza su arcate. La cappella signorile si trova al secondo piano dell'ala est, ha pianta rettangolare e la sua copertura è una volta a crociera. La pala d'altare raffigura Gesù nel grembo di Maria e su di questa si conserva il doppio stemma delle famiglie Jocher e Grimming.

### Bene architettonico tutelato
Il castello di Höch in Austria è un bene sottoposto a tutela artistica col numero 24012.